# Верешки (Винницкая область)
Верешки (укр. Верешки) — село на Украине, находится в Жмеринском районе Винницкой области.
Код КОАТУУ — 0520284406. Население по переписи 2001 года составляет 47 человек. Почтовый индекс — 23052. Телефонный код — 4341.
Занимает площадь 0,205 км².
До 17 июля 2020 года находилось в Барском районе Винницкой области.